# Amália Fado
Amália Fado  é um disco de Amália Rodrigues, gravado em 1982. Trata-se de um novo álbum de estúdio composto exclusivamente por novas gravações de composições de Frederico Valério, muitas delas criadas por Amália. Curiosamente o  disco foi lançado com a etiqueta Jackpot e o nº de catálogo JAK007.
Amália foi neste disco acompanhada pelos músicos Fontes Rocha, Carlos Gonçalves, Jorge Fernando e Joel Pina.

## Alinhamento
1. Aí Mouraria
2. Maria Da Cruz
3. Que Deus Me Perdoe
4. Boa Nova
5. Saudades De Ti (Só À Noitinha)
6. Fado Malhoa
7. Fado Do Ciúme
8. Confesso
9. Não Sei Porque Te Foste Embora
10. Sabe-se Lá
11. Amália

## Posições
| Paradas (1982) | Posições |
| -------------- | -------- |
| Portugal - AFP | 1        |
| França - SNEP  | 21       |

| País / Certificadora | Certificação | Vendas  |
| -------------------- | ------------ | ------- |
| Portugal AFP         | 5× Platina   | 250.000 |
| França SNEP          | Ouro         | 100.000 |